# Provincia de Nenjiang
Nenjiang o Nunkiang (Chino: 嫩江; pinyin: Nènjiāng), fue una provincia del noreste de China establecida en noviembre de 1945. En febrero de 1947 se unió a la vecina provincia de Heilongjiang, pero en septiembre de ese mismo año se decidió por convertirse en una provincia separada.
Comprendía un área de 67.340 kilómetros cuadrados y tenía por capital provincial a la ciudad de Qiqihar. Su población era aproximadamente de más de 3,3 millones. Estaba dividido en 18 distritos, dos escuadrones y una ciudad (Qiqihar).
En 1950, Nenjiang fue abolida y se fusionó con la provincia de Heilongjiang de la República Popular China.